# Stylogyne sublaevigata
Stylogyne sublaevigata är en viveväxtart som först beskrevs av Carl Ernst Otto Kuntze, och fick sitt nu gällande namn av Ricketson och Pipoly. Stylogyne sublaevigata ingår i släktet Stylogyne och familjen viveväxter. Inga underarter finns listade i Catalogue of Life.